# FK Radnički Sombor
FK Radnički Sombor (serb: Фудбалски клуб Раднички Сомбор) – serbski klub piłkarski z miasta Sombor. Został utworzony w 1912 roku jako Zombori Munkás TE. Obecnie występuje w serbskiej IV lidze.